# Hall d'honneur du département du Travail des États-Unis
Pour les articles homonymes, voir Honneur (homonymie) et Travail (homonymie).
Le Hall d'Honneur du département du Travail (Labor Hall of Honor, en anglais) est un mur situé dans l'entrée du Département du Travail des États-Unis, le Frances Perkins Building (en), situé au 200, Constitution Avenue à Washington (district de Columbia) aux États-Unis. Mur dédié à la mémoire des américains qui ont apporté une contribution positive majeure et profonde aux conditions de vie des travailleurs et des familles des travailleurs américains. 

## Historique
Le projet naît en 1962 sous la présidence de John Fitzgerald Kennedy, le mur est aménagé et présenté au public en 1988, sous la présidence de Ronald Reagan. Des plaques portant le nom et les contributions de personnalités américaines y sont gravées chaque année à titre posthume (à l'exception de Dolores Huerta en 2012) par un jury du Département du Travail des États-Unis, avec pour critères d’admission : avoir apporté une contribution majeure, qui a eu un impact profond et positif sur les conditions de travail, les salaires, et la qualité de vie générale des travailleurs américains. 

## Inscrits

Département du Travail des États-Unis

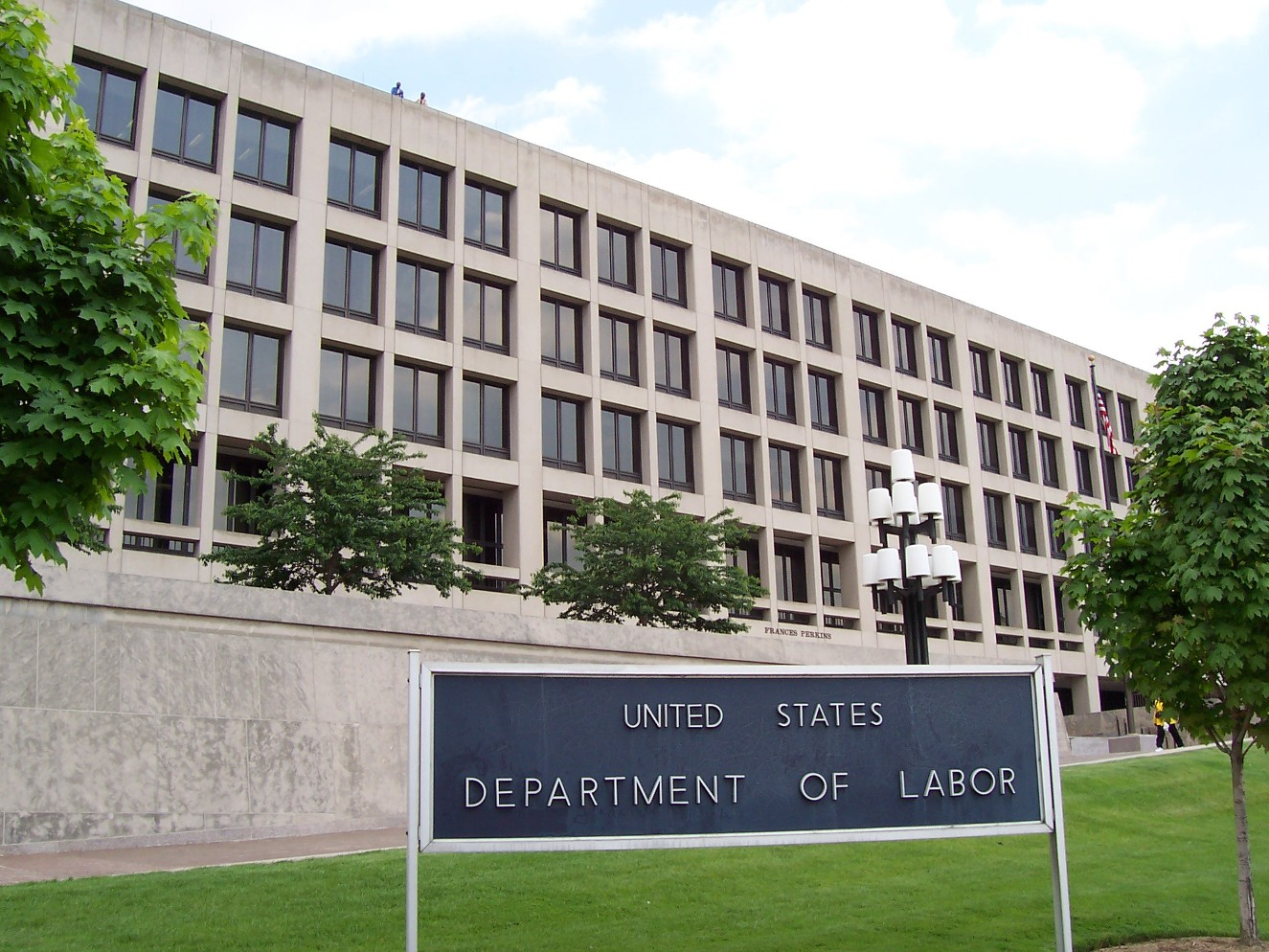

- 1989 : Cyrus S. Ching (en) John Rogers Commons,, Samuel Gompers, John L. Lewis, George Meany, James P. Mitchell, Frances Perkins, Asa Philip Randolph,
- 1990 : Eugene Victor Debs, Henry John Kaiser, Walter Reuther, Robert F. Wagner,
- 1991 : Mary Anderson (labor leader) (en), Philip Murray,
- 1992 : Sidney Hillman (en), Mary Harris Jones,
- 1993 : Sidney Hillman (en),
- 1994 : George W. Taylor (en),
- 1995 : Arthur Goldberg,
- 1996 : William Green,
- 1997 : David Morse,
- 1998 : César Chávez,
- 1999 : Terence V. Powderly (en),
- 2000 : Joseph A. Beirne (en),
- 2002 : les secouristes des Attentats du 11 septembre 2001, James E. Casey,
- 2003 : Paul Hall, Milton S. Hershey, Steve Young,
- 2004 : Peter J. McGuire,
- 2004 : William Harley, Arthur Davidson, Walter Davidson, William A. Davidson,
- 2005 : Robert Wood Johnson, Peter Joseph Brennan,
- 2006 : Charles Rudolph Walgreen (en), Al Smith,
- 2007 : Adolphus Busch (en), William B. Wilson,
- 2008 : J. Willard Marriott, Leonard Woodcock (en),
- 2010 : Justin Dart Jr (en), Helen Keller,
- 2011 : Les travailleurs de la grève de l'assainissement de Memphis de 1968,
- 2012 : Les pionniers du mouvement des travailleurs agricoles, Addie Wyatt, Tony Mazzocchi (en), Mark Ayers (en), Dolores Huerta,
- 2013 : Bayard Rustin, Esther Peterson (en),
- 2014 : Les cheminots chinois qui ont participé à la construction de la Southern Pacific Transportation Company,
- 2015 : Ted Kennedy,
- 2016 : Frank Kameny,
- 2018 : Ronald Reagan,
- 2019 : Howard Jenkins Jr. (en),